# یغگنوت (شاهومیان)
یغگنوت (ارمنی: Եղեգնուտ) یک منطقهٔ مسکونی در جمهوری آرتساخ است که در استان شاهومیان واقع شده‌است. یغگنوت ۱۸۰ نفر جمعیت دارد.

## نگارخانه

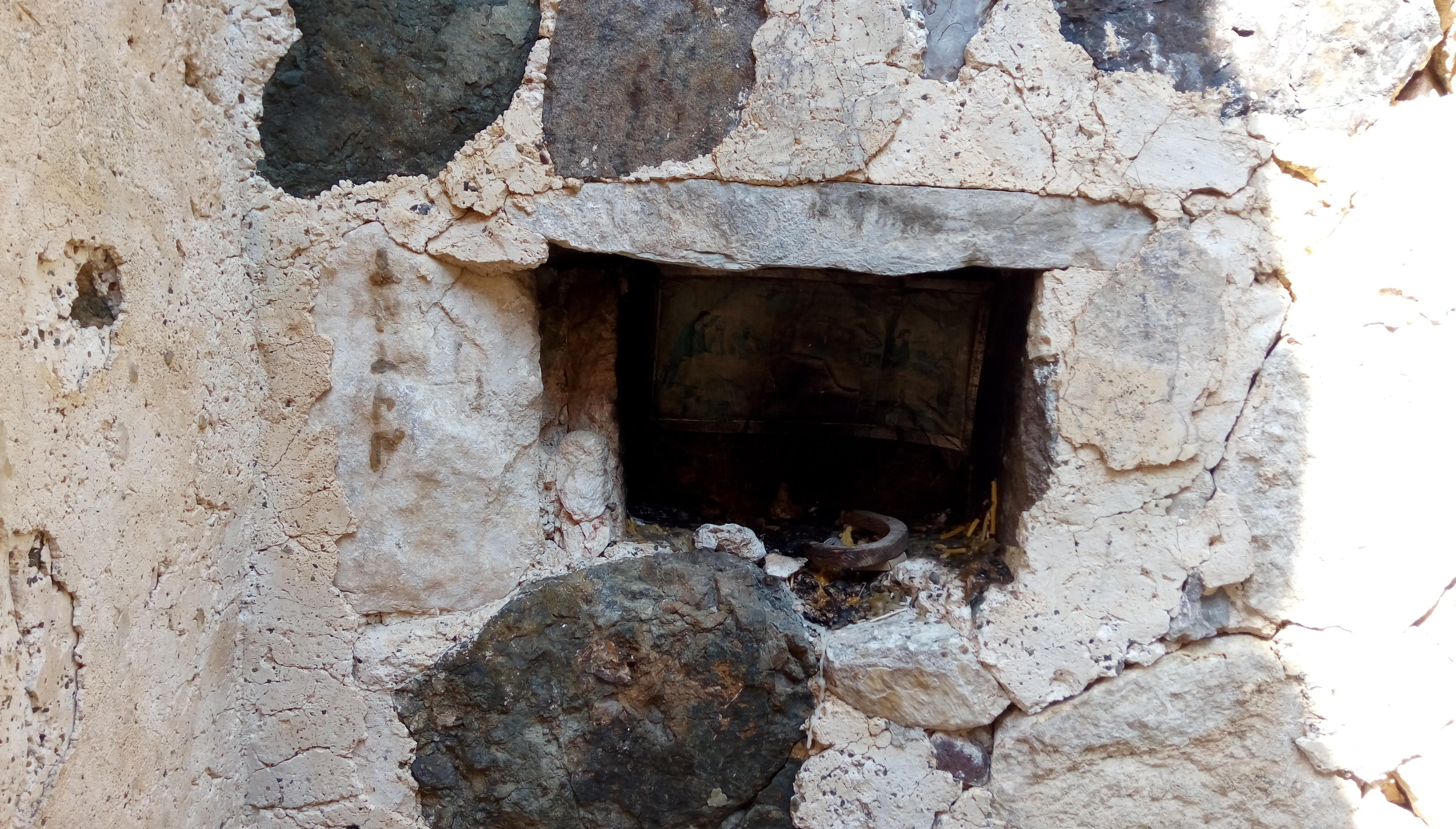
ویرانه‌های کلیسایی متعلق به دوره قرون وسطی در نزدیکی روستای یغگنوت
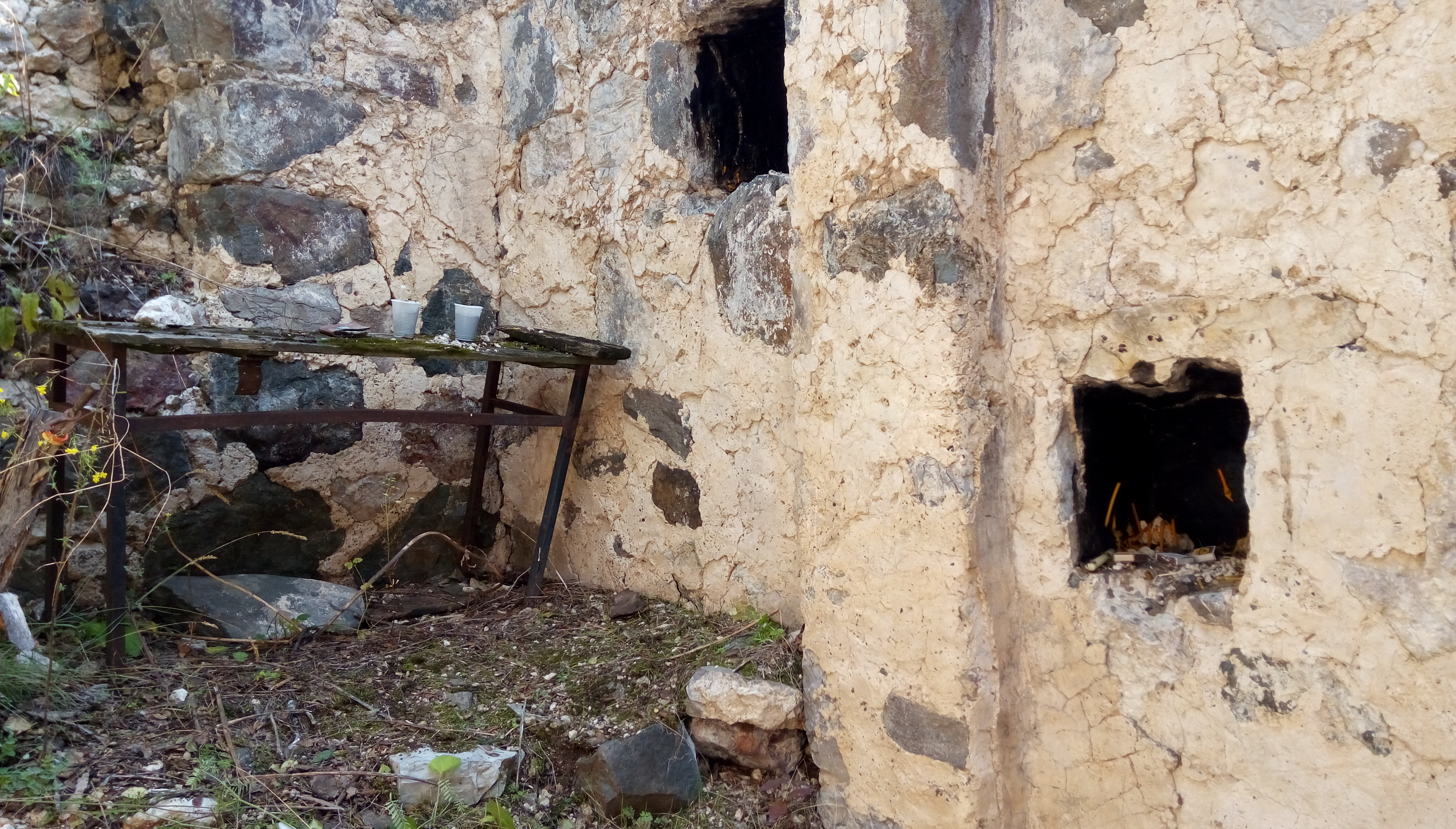
ویرانه‌های کلیسایی متعلق به دوره قرون وسطی در نزدیکی روستای یغگنوت
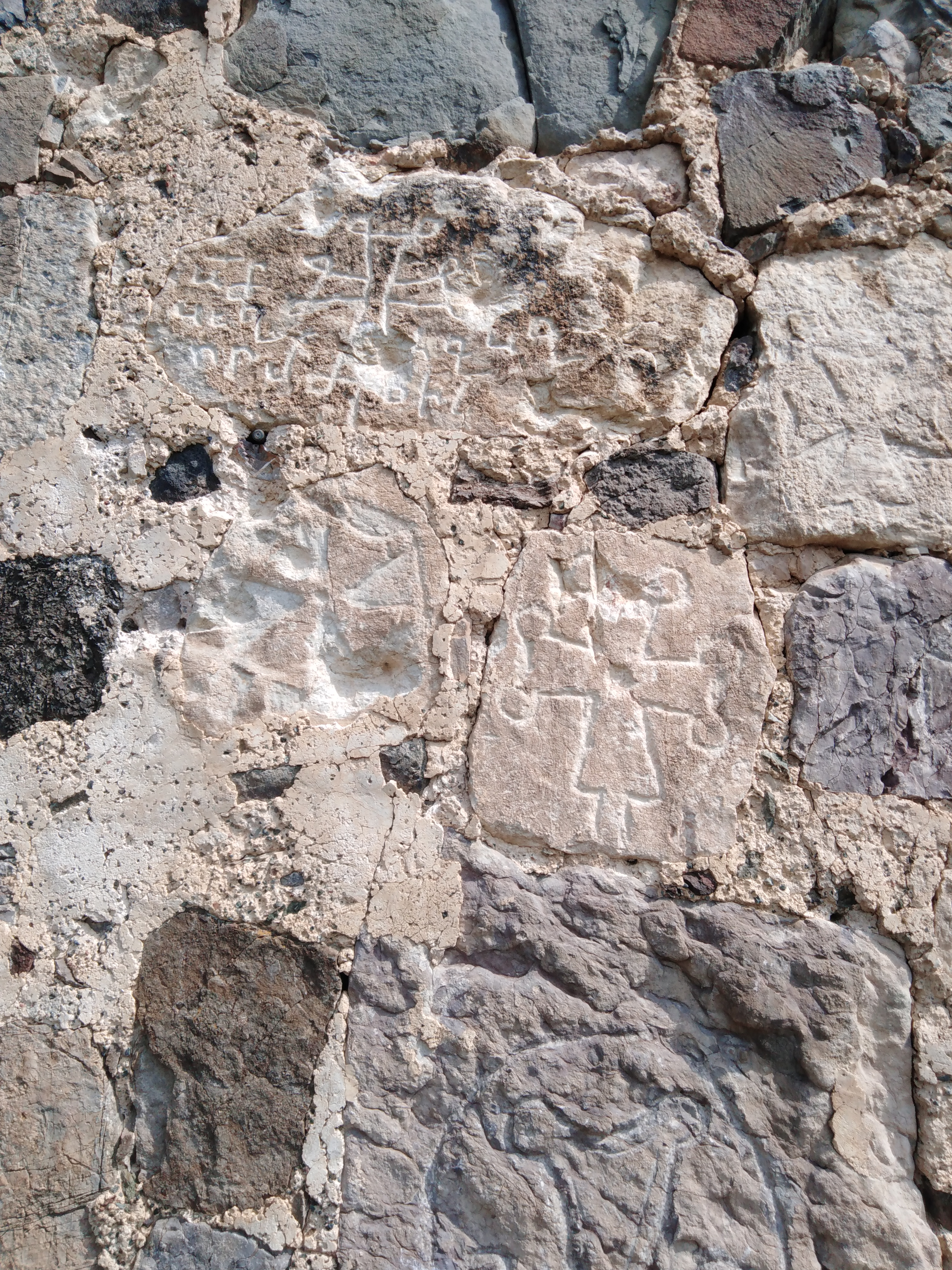
ویرانه‌های کلیسایی متعلق به دوره قرون وسطی در نزدیکی روستای یغگنوت